# Under radarn

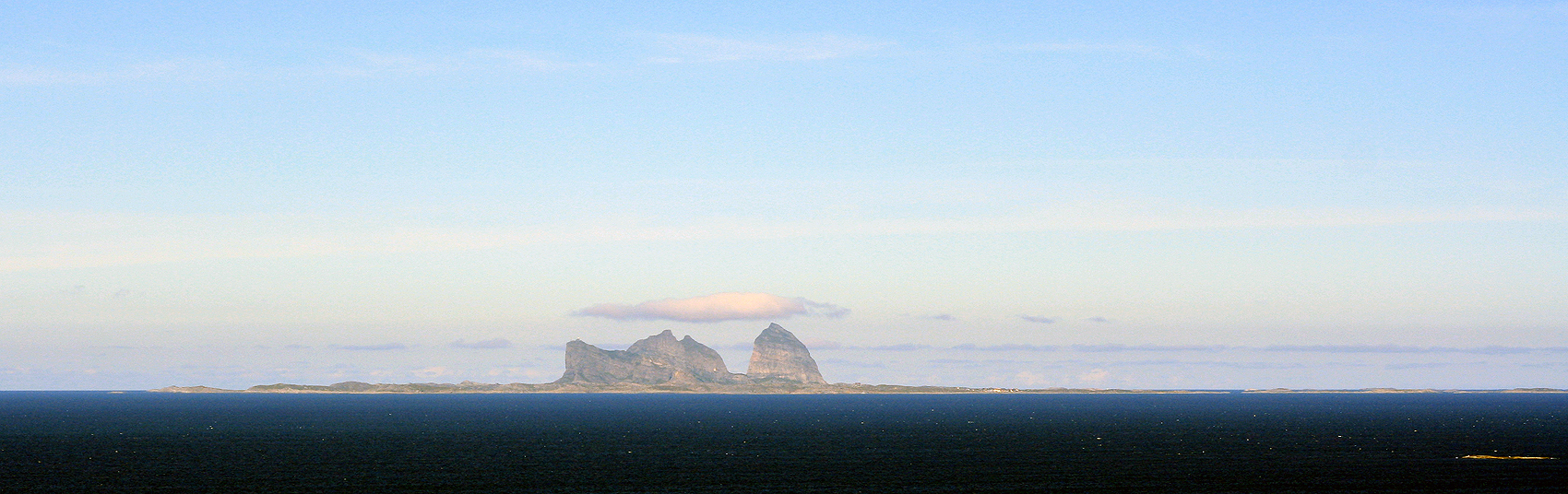
Ö-kommunen Træna.

Under radarn är ett musikalbum från 2013 av Stefan Sundström. Det spelades in i Træna kyrka i ö-kommunen Træna i norra Norge. På ön Sanna, som är en del av Træna kommun, har norska försvaret en stor radaranläggning.
Den har producerats av Sebastian Aronsson och Stefan Sundström och albumet har släppts som vinylskiva.

## Låtlista
| Nr   | Titel                      | Längd |  |
| ---- | -------------------------- | ----- |  |
| 1 .  | Hej hej hej Lou            | 4:42  |  |
| 2 .  | Huset av glas              | 4:38  |  |
| 3 .  | Fåglar                     | 3:13  |  |
| 4 .  | Bakom rutan                | 4:26  |  |
| 5 .  | Bye bye Trondheim          | 3:31  |  |
| 6 .  | Onkel Alf                  | 3:27  |  |
| 7 .  | Kapten Dunders sista turné | 4:03  |  |
| 8 .  | Odlandets glädje           | 6:00  |  |
| 9 .  | Avstånd till min käresta   | 2:10  |  |
| 10 . | Vår i Dalarna              | 3:23  |  |
| 11 . | Trägårn                    | 5:56  |  |
| 12 . | Tommys trall               | 0:26  |  |

På Vår i Dalarna har Stefan Sundström gjort musiken tillsammans med producenten Sebastian Aronsson som också gjort musken till Huset av Glas. Låten Fåglar är en översättning av den norska artisten Æ:s låt Fuglan. Han har också skrivit musiken till Bakom rutan. 
Bernt Staf har skrivit både text och musik till Avstånd till min Käresta och den spelades in av Monica Törnell 1972 och var med på hennes skiva Ingica samma år. Tommys Trall är en traditionell text med musik av Tommy Renberg.
Övrig text och musik är skriven av Stefan Sundstöm.

## Medverkande musiker
- Stefan Sundström – sång, gitarr
- Ola Nyström – gitarrer, mandolin, kör
- Sebastian Aronsson – kör, gitarr
- Karin Renberg – sång, kör
- Vanja Renberg – kör
- Lotta Nilsson – kör
- Miranda Renberg – kör
- Christian Gabel – percussion
- Ola Hellqvist – gitarr
- Amanda Fritzén – dragspel
- Erling Ramskjell (artisten Æ) – gitarr, naturljud
- Anders Hernestam – trummor, percussion
- Martin Hederos – piano, orgel, fiol, kör
- Torbjörn Zetterberg – kontrabas, kör